# Lama (barro)

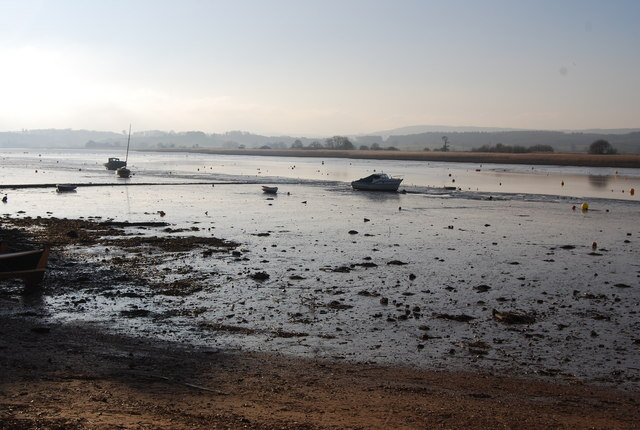

Se llama lama al cieno que queda en los fondos de los parajes donde ha habido agua largo tiempo cuya composición depende de las tierras que las corrientes han lavado y de los sitios por donde han pasado. 
Generalmente es un compuesto de arcilla, humus o mantillo, de tierra calcárea y despojos vegetales y animales. Los ríos caudalosos forman en sus desembocaduras en el mar bancos de una extensión considerable. Egipto debe su fertilidad a los que forma el Nilo.
Todas las lamas son abonos excelentes, principalmente en las que domine la tierra vegetal. El cieno que se encuentra cubriendo el fondo de los estanques o lagunas donde crecen plantas acuáticas, no es otra cosa sino turba imperfecta que necesita estar expuesta al aire dos años para que sea provechosa a la vegetación. Otro tanto sucede con el limo o légamo del mar, que solo es provechoso en las tierras al cabo también de dos años, donde ejerce mucha energía a causa de las materias animales y vegetales que contiene. El cieno o limo que se encuentra en los extremos de los saladares es también un abono activo y duradero que pueden emplearse.